# Championnat de Zambie de football 2021-2022
Navigation
Saison précédente Saison suivante
La saison 2021-2022 du Championnat de Zambie de football est la soixante-et-unième édition de la première division en Zambie. Les dix-huit meilleures équipes du pays s'affrontent deux fois, à domicile et à l'extérieur.
Le club de ZESCO United FC est le tenant du titre.

## Les clubs participants
- Kabwe Warriors FC
- Power Dynamos FC
- Nkwazi FC
- Green Buffaloes FC
- Green Eagles FC
- Nkana FC
- Lusaka Dynamos FC
- Red Arrows FC
- Zanaco FC
- ZESCO United FC
- Chambishi Football Club - Promu de Division One
- Kansanshi Dynamos Football Club - Promu de Division One
- Indeni Ndola
- Forest Rangers FC
- Prison Leopards Kabwe
- Kafue Celtic Football Club - Promu de Division One
- Konkola Blades Football Club - Promu de Division One
- Buildcon Ndola

## Compétition
Le barème de points servant à établir le classement se décompose ainsi :
- Victoire : 3 points
- Match nul : 1 point
- Défaite : 0 point

### Classement
| Rang | Équipe                 | Pts | J  | G  | N  | P  | Bp | Bc | Diff |
| ---- | ---------------------- | --- | -- | -- | -- | -- | -- | -- | ---- |
| 1    | Red Arrows             | 70  | 34 | 20 | 10 | 4  | 52 | 28 | +24  |
| 2    | ZESCO United T         | 63  | 34 | 18 | 9  | 7  | 39 | 22 | +17  |
| 3    | Green Eagles           | 57  | 34 | 14 | 15 | 5  | 34 | 22 | +12  |
| 4    | Nkana FC               | 52  | 34 | 14 | 10 | 10 | 35 | 29 | +6   |
| 5    | Power Dynamos          | 50  | 34 | 13 | 11 | 10 | 38 | 27 | +11  |
| 6    | Zanaco                 | 49  | 34 | 11 | 16 | 7  | 31 | 28 | +3   |
| 7    | Kansanshi Dynamos FC P | 48  | 34 | 12 | 12 | 10 | 26 | 27 | -1   |
| 8    | Kabwe Warriors         | 46  | 34 | 12 | 10 | 12 | 34 | 30 | +4   |
| 9    | Prison Leopards Kabwe  | 46  | 34 | 11 | 13 | 10 | 33 | 30 | +3   |
| 10   | Buildcon Ndola         | 46  | 34 | 12 | 10 | 12 | 38 | 37 | +1   |
| 11   | Forest Rangers         | 44  | 34 | 9  | 17 | 8  | 37 | 35 | +2   |
| 12   | Green Buffaloes        | 44  | 34 | 11 | 11 | 12 | 46 | 46 | 0    |
| 13   | Nkwazi FC              | 38  | 34 | 10 | 8  | 16 | 25 | 31 | -6   |
| 14   | Chambishi FC P         | 38  | 34 | 10 | 8  | 16 | 23 | 38 | -15  |
| 15   | Lusaka Dynamos FC      | 31  | 34 | 6  | 13 | 15 | 27 | 38 | -11  |
| 16   | Kafue Celtic FC P      | 31  | 34 | 6  | 13 | 15 | 27 | 40 | -13  |
| 17   | Indeni Ndola           | 31  | 34 | 7  | 10 | 17 | 20 | 46 | -26  |
| 18   | Konkola Blades FC P    | 30  | 34 | 6  | 12 | 16 | 27 | 38 | -11  |

|  | Qualification pour la Ligue des champions de la CAF 2022-2023                     |
|  | Qualification pour la Coupe de la confédération 2022-2023                         |
|  | Relégation directe en Division One                                                |
|  | T : Tenant du titre C : Vainqueur de la Coupe de Zambie P : Promu de Division One |

- NAPSA Stars, club de deuxième division remporte la Coupe de Zambie.

## Bilan de la saison
| Championnat de Zambie de football 2021-2022 |                                     |
| Champion                                    | Red Arrows Football Club (2e titre) |
| Coupes et trophées                          |                                     |
| Vainqueur de la Coupe de Zambie 2021-2022   | NAPSA Stars                         |
| Qualifications continentales                |                                     |
| Ligue des champions de la CAF 2022-2023     | Red Arrows Football Club            |
| Coupe de la confédération 2022-2023         | ZESCO United Football Club          |
| Promotions et relégations                   |                                     |
| Promus en Championnat de Zambie de football | Lumwana Radiants                    |
| Promus en Championnat de Zambie de football | FC Muza                             |
| Promus en Championnat de Zambie de football | NAPSA Stars                         |
| Promus en Championnat de Zambie de football | Nchanga Rangers                     |
| Relégués en Division One                    | Lusaka Dynamos Football Club        |
| Relégués en Division One                    | Indeni Ndola Football Club          |
| Relégués en Division One                    | Kafue Celtic Football Club          |
| Relégués en Division One                    | Konkola Blades Football Club        |